# Gerhard-Rohlfs-Denkmal

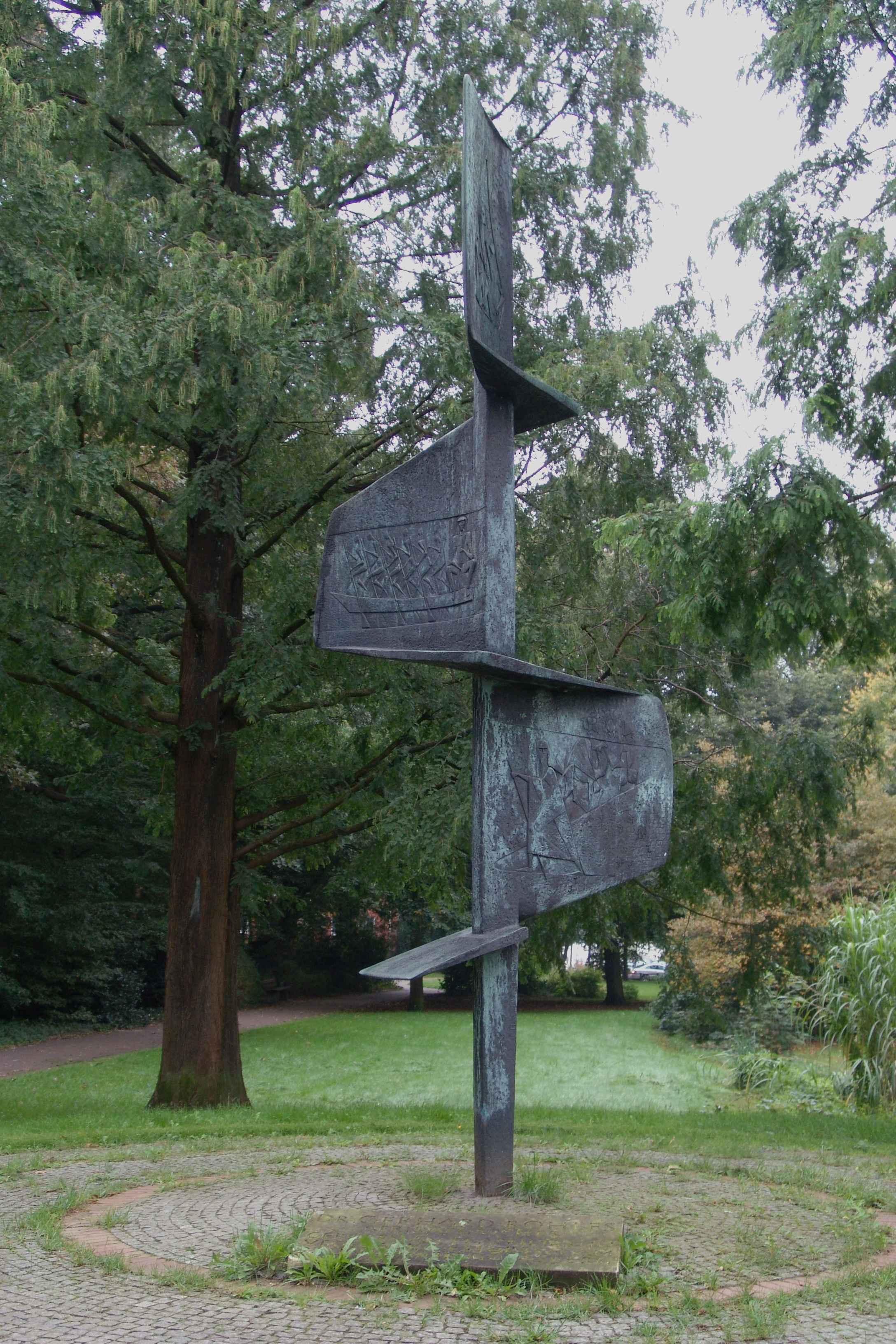
Gerhard-Rohlfs-Denkmal

Das Gerhard-Rohlfs-Denkmal steht in Bremen-Vegesack am Fährgrund an der Schulkenstraße. Es wird in der Liste der Denkmale und Standbilder der Stadt Bremen geführt.
Die Skulptur von 1961 aus Bronze stammt vom Bildhauer Paul Halbhuber. Von ihm stammen in Bremen noch u. a. die Bronzewerke wie Brunnenplastik (1958) in Hemelingen, Jüngling mit Richtkranz (1958) in Walle, Neptun (1958) in der Neustadt, Windrose (1966) an der Wilhelm-Kaisen-Brücke, Sonne (1970) in Kattenturm und das Füllhorn (1983) vor dem Focke-Museum.
Erste Pläne für ein Denkmal gab es 1911 (Rohlfs als Kamelreiter) und dann wieder 1929 und 1938. Die heutige abstrakte, 4,5 m hohe Bronzesäule zum Gedenken an Rohlfs wirkt wie ein stilisierter Wegweiser, der in unterschiedliche Richtungen zeigt, versehen mit sechs Reliefs mit seinen afrikanischen Reiseerlebnissen.

## Gerhard Rohlfs
Der Afrikaforscher und Schriftsteller Gerhard Rohlfs (1831–1896) aus Vegesack diente von 1856 bis 1860 als Fremdenlegionär und Feldscher in Algerien und war Arzt in Fès in Marokko. Er bereiste Nordafrika, kehrte 1865 kurz nach Deutschland zurück und erforschte dann Nordafrika bis Lagos am Golf von Guinea. 1867/68 war er in Abessinien und Cyrenaika sowie 1870/71 in Tunesien. Seine bedeutsamste Expedition führte er 1873/74 im Auftrag des ägyptischen Khediven Ismail Pascha in Ägypten bis zu den Kufra-Oasen im Sudan durch. 1880 war er Gesandter des preußischen Königs in Abessinien und 1884/85 Generalkonsul auf Sansibar. In vielen Werken beschrieb er seine Reisen und Forschungsergebnisse.